# Apolonia (Sicilia)

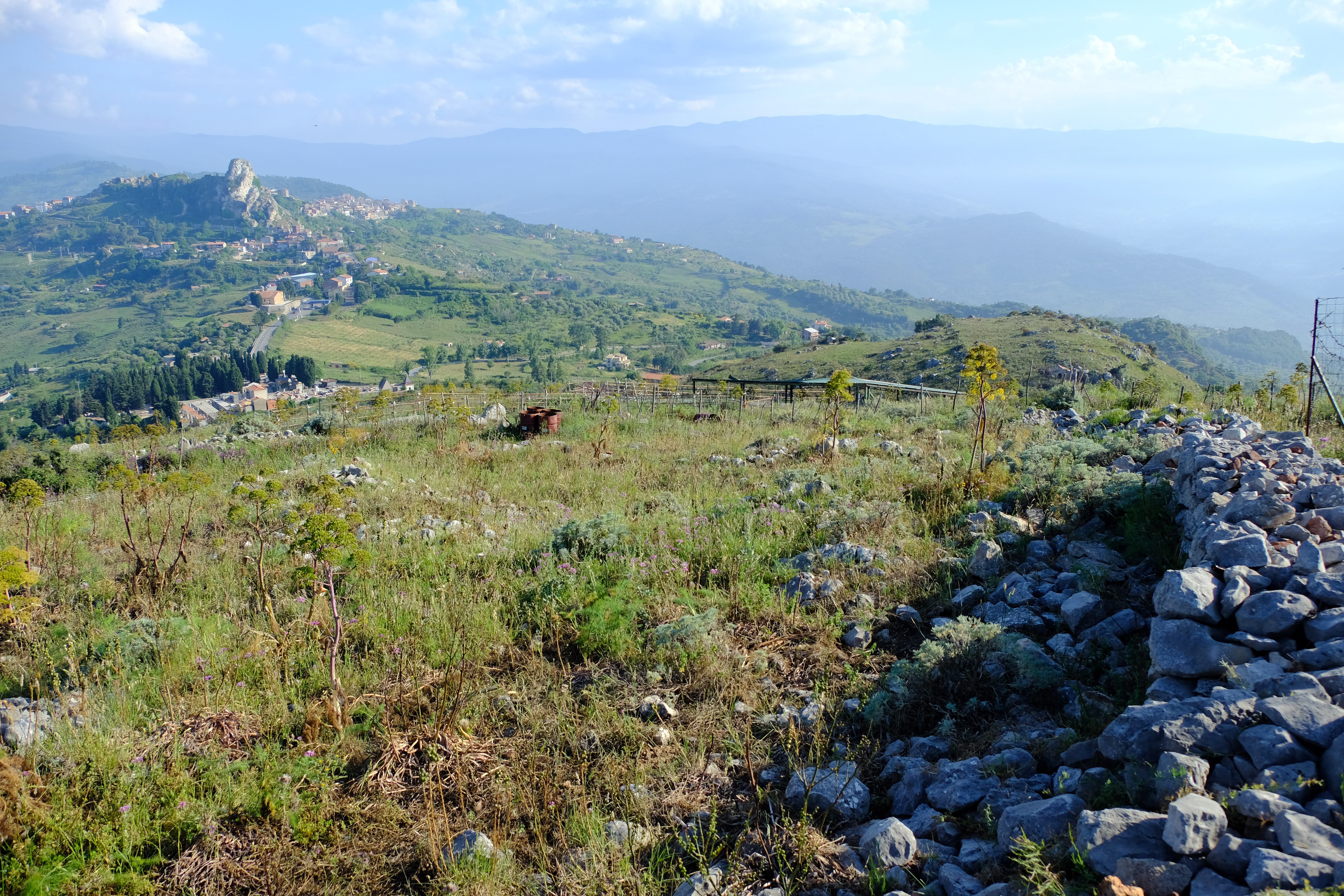
Prado en Apolonia (Sicilia)

Apolonia (griego: Ἀπολλωνία) fue una antigua ciudad del nordeste Sicilia, posiblemente la actual Pollina, cerca de Cefalú. Según Esteban de Bizancio, estaba situada cerca de Aluntio y Calacte. Cicerón también la menciona, y junto a Haluntio, Capitio y Engio, en una manera que parece indicar que estaba situada en la misma parte de Sicilia con estas ciudades.
Probablemente fue poblada por los sículos. Se tiene noticia a través de Diodoro Sículo de que en un tiempo estuvo sujeta a Leptines, el tirano de Engio, de cuyas manos fue arrebatada por Timoleón, y restaurada a una condición independiente. Un poco más tarde encontramos que está mencionada de nuevo entre las ciudades reducidas por Agatocles de Siracusa, después de su regreso de África, 307 a. C. Pero evidentemente recuperó su libertad después de la caída del tirano y en la época de Cicerón, siendo aún una ciudad municipal de alguna importancia. Quedó sometida a Roma junto con el resto de las ciudades sicilianas y fue un municipio romano, pero ya no es mencionada ni por Plinio ni Claudio Ptolomeo.
Se discute mucho sobre el lugar donde se encontraba; pero los pasajes anteriormente mencionados apuntan directamente a una posición en la parte noreste de Sicilia; y es probable que la moderna Pollina, una pequeña ciudad sobre una montaña, a unos 5 km de la costa y a 15 km al este de Cefalù, se alce sobre su yacimiento. El parecido del nombre está  acreditado; y si Engio está correctamente ubicado en Gangi, la conexión entre esa ciudad y Apolonia puede explicarse. Debe admitirse que las palabras de Esteban de Bizancio requieren, en este caso, ser interpretadas con bastante amplitud, debido a la poca exactitud de los datos faciitados por este escritor.